# Rapala

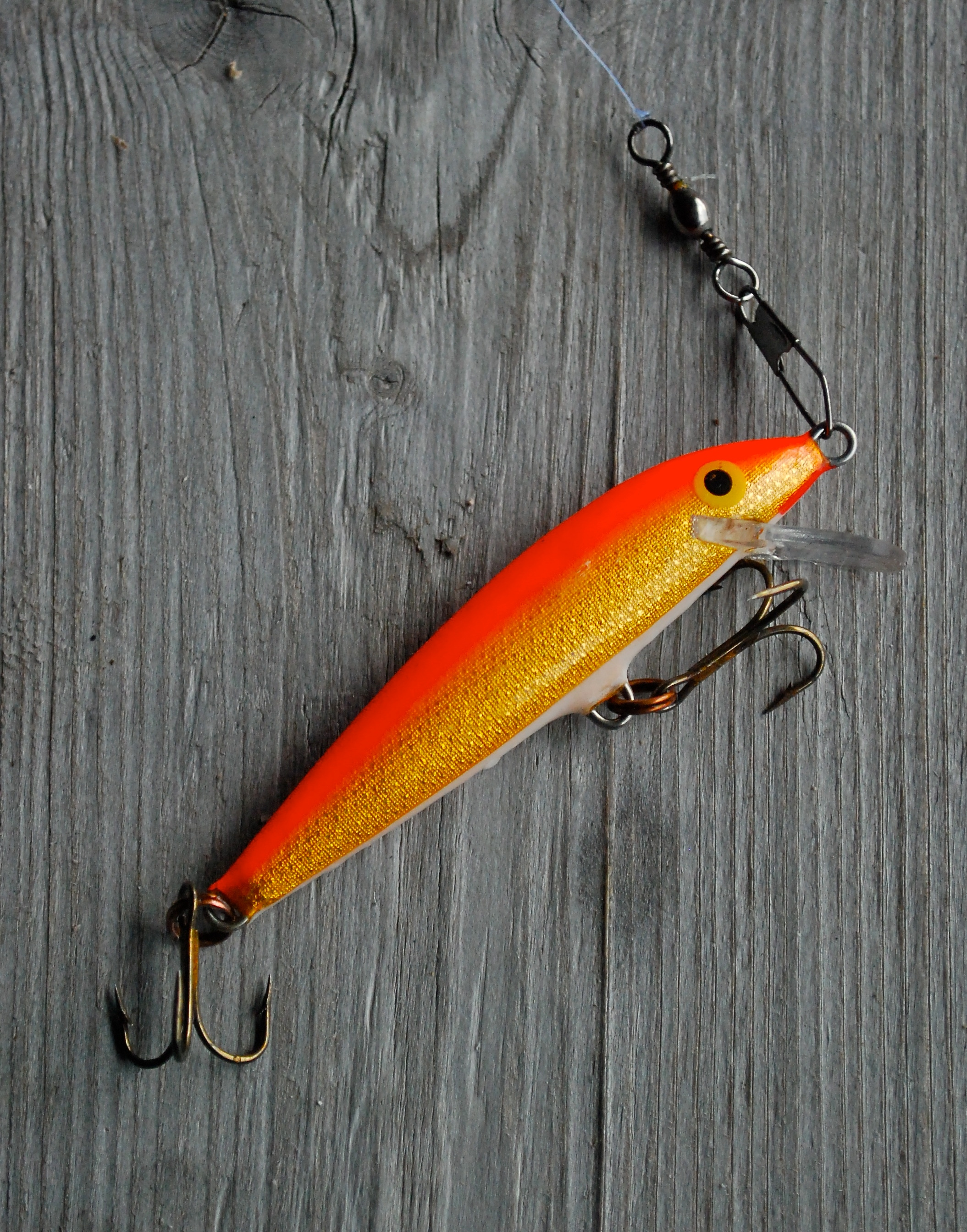
En wobbler tillverkad av Rapala.

Rapala är ett finländskt företag som tillverkar wobblers, balansare och skeddrag. Företaget Rapala grundades av Lauri Rapala 1936 och börsnoterades 1998.
Ursprungligen tillverkades wobblern i trä och med haksked, men finns utan haksked och även i plast. Rapalas wobblers är utrustade med två eller tre trekrokar och finns som både flytande och sjunkande. En klassiker är den silverfärgade med svart rygg.

## Historia

### 1930-talet: Ett familjeföretag
Rapala VMC Oyj grundades 1936 av fiskaren Lauri Rapala. Efter att ha observerat gäddornas vanor noterade han att fisken ofta jagade bytesfiskar som rörde sig  långsamt och oregelbundet. Denna iakttagelse ledde till skapandet av det första Rapala-betet, The Original. Betet kännetecknades av sin oregelbundna och vacklande gång som imiterade rörelser av en sårad fisk. Rapala började som ett familjeföretag och tog först hand om de lokala fiskarnas behov av beten. Då var familjen också tvungen att ägna sin tid åt jordbruk och kommersiellt fiske. Sedan spreds ryktet om betena och 1938 började en lokal kooperativbutik i Kalkkinen sälja Rapala-betena, vilket markerade det första kommersiella genombrottet för företaget. Efter Vinterkriget och Fortsättningskriget som följdes, ägnade familjen mer tid och uppmärksamhet åt den växande verksamheten. Ett skjul byggdes om till en verkstad och Lauris söner Risto och Ensio började hjälpa till med tillverkningen av betena. På 1950-talet blev betena berömda - i en sådan utsträckning att familjen beslutade att sluta med kommersiellt fiske- och lantbruksarbete för att istället fokusera fullständigt på den blomstrande verksamheten.

### 1950- och 1960-talet: Internationell tillväxt och framgång i Amerika
1955 exporterades de första Rapala-beten till Sverige, och året efter till Norge. En avgörande vändning för företaget tog plats när några av Rapalas beten tog sig till USA genom den amerikanska ambassaden i Helsingfors såväl som genom samhällen med finska invandrare i Amerika. Dessa beten fångade uppmärksamheten hos Ron Weber, ägare till ett företag som sålde fiskeutrustning,  R. W. Weber Sales. Weber och hans affärspartner Raymond Ostrom var intresserade av att distribuera beten och kontaktade familjen Rapala genom Finlands handelsråd i Chicago. Ett affärspartnerskap upprättades – ett som finns kvar även idag. Weber och Ostroms företag, som ursprungligen kallades Rapala Company, bytte eventuellt namn till Normark år 1965. Verksamheten tog snabbt fart, men den verkliga vändningen kom när en artikel om Rapala publicerades i tidningen Life. Artikeln fanns med i numret som handlade om Marilyn Monroes död – numret som blev det mest sålda i tidningens historia. Den enorma medieexponeringen ökade efterfrågan rejält och ledde till att företaget byggde sin första fabrik i Vääksy, Finland 1962. Den andra fabriken, belägen i Riihilahti kom strax efter, år 1963.

### 1970-90-talet: förändringar och diversifiering
1974, efter Lauri Rapalas död, överlämnades företaget till hans söner Risto, Esko och Ensio, som alla hade varit involverade i företagets verksamhet under en lång tid. Det var under denna tid som Rapala reformerades till ett aktiebolag, Rapala Oy. 1982 släppte företaget betet Shad Rap, vilket ledde till en enorm ökning av efterfrågan. Shad Rap är än idag ett av företagets mest sålda beten. I början av 1990-talet köpte Rapala distributionsföretaget Normark Scandinavia, vilket markerade en stor expansion för företaget. År 1995 sålde Rapala-familjen Rapalas aktier till ett nytt företag som grundades av sex medlemmar av Rapala-familjen, ledningen för Rapala Company, Bankers Trust och dess dotterbolag och fonder som förvaltas av CVC Capital Partners Europe. År 1999 förvärvade Rapala Storm Manufacturing Company, som är en tillverkare av plastbeten. Detta var företagets första stora förvärv sedan förvärvet av Normark-företagen i början av 1990-talet. År 2000 expanderade företaget framgångsrikt till olika kategorier av fisketillbehör, inklusive tänger, linklippare, vågar, krokborttagare och krokslipare. I november 2000 kontaktades Rapala av den franska krokproducenten VMC. Förhandlingarna resulterade i att Rapala köpte VMC. Som ett resultat förändrades företagets namn från Rapala Normark Corporation till Rapala VMC Corporation, namnet som företaget är känt under idag.

### Från 2005 till idag
2005 började en tid med stark tillväxt för Rapala. Företaget förvärvade och etablerade distributionsföretag i Sydafrika, Australien, Malaysia, Kina, Thailand och Schweiz. Dessutom förvärvade företaget betestillverkaren Luhr Jensen i USA, knivtillverkaren Marttiini i Finland, linleverantören Tortue i Frankrike och skidtillverkaren Peltonen i Finland. Därefter har Rapala etablerat en fabrik och flera distributionscentraler i Ryssland, ett distributionsföretag i Korea och förvärvat spinnerbait-tillverkaren Terminator i USA. År 2016 lämnade Jorma Kasslin, som agerat som VD för företaget sedan 1998, sin tjänst och tillträdde istället som styrelseordförande. Kasslins position ersattes av Jussi Ristimäki, den tidigare vice verkställande direktören för företaget. År 2020 utsågs Nicolas Cederström Warchalowski till ny VD och koncernchef för Rapala VMC. År 2019 förvärvade Rapala 49% av aktierna av varumärket 13 Fishing. Företagets senaste förvärv ägde rum i början av 2021 när företaget förvärvade försäljningsrättigheter varumärket Okuma i Europa och Ryssland.

## Hållbarhet
År 2020 lanserade Rapala VMC Oyj sin nya hållbarhetsstrategi. Företagets mål är att vara ett av världens ledande fiskeutrustningsföretag när det gäller hållbarhet vid slutet av 2024. År 2023 strävar företaget efter att införa 100 % blyfria wobblers, minska mängden plast som används i förpackningar, för att släppa nya förpackningar utan plast för flera produktkategorier och varumärken och att gå över till förnybar energi i alla produktionsenheter för beten. Rapala har koldioxidavtrycket i deras produktion som ett av deras nyckeltal som utvärderas regelbundet. Redan innan den nya hållbarhetsstrategin fanns på plats arbetade företaget aktivt med att identifiera och minimera dess negativa påverkan på miljön. Företagets hållbarhetsåtgärder har inkluderat att minska avfall som kommer från produktionsprocesser, använda hållbara råvaror och minimera lufttransport. Företagets fabriker i Finland och Estland övergick till förnybar energi 2020, Marttiinis fabriker följde samma spår 2021. År 2021 lanserade Sufix, ett varumärke inom koncernen som tillverkar fiskelinor, Sufix Recycline Monofilament-fiskelina, den första fiskelinan som tillverkas av 100 % återvunnet material.

## Förvärv
| År   | Företag                      | Förvärv |
| ---- | ---------------------------- | --- |
| 2021 | Okuma Fishing Tackle Co. Ltd | Förvärvade Okuma-varumärket och tillhörande äganderätt i Europa och Ryssland.                                                                                         |
| 2019 | DQC International Corp.      | Förvärvade 49% av det amerikanska företaget, ägare av varumärket 13 Fishing.                                                                                          |
| 2014 | Mystic s.a.r.l.              | Förvärvade den franska tillverkare av fiskeattraktioner. |
| 2012 | Strike Master Corporation    | Förvärvade verksamheten av den USA-baserade leverantör av isskruvar.                                                                                                  |
| 2012 | Mora Ice                     | Förvärvade varumärken och alla relaterade immateriella rättigheter för de finska isskruvar och skruvar.                                                               |
| 2011 | Shimano UK Ltd               | Förvärvade 50% av det brittiska distributionsföretaget och bildade ett 50/50 joint venture-företag med Shimano.                                                       |
| 2011 | Advance Carp Equipment Ltd   | Förvärvade det brittiska företag som bedriver design och försäljning av utrustning och tillbehör för karpfisk.                                                        |
| 2010 | Dynamite Baits Ltd           | Förvärvade tillverkare av den brittiska basar, flytande lockmedel, pellets och partikelförsäljning i påsar för sportfiske.                                            |
| 2009 | Ultrabite                    | Förvärvade varumärket och exklusivt avtal med Kiotech och CEFAS om kommersialiserad Ultrabite feromonteknik till sportfiskeindustrin och marknaden över hela världen. |
| 2008 | Sufix                        | Förvärvade varumärket för fiskelinor och exklusivt leveransavtal med Yao I Co Ltd för leverans av fiskelinor.                                                         |
| 2007 | Terminator                   | Förvärvade verksamheten av den USA-baserade tillverkare och distributör av Terminator-märkta spinner-beten och andra fiskebeten.                                      |
| 2006 | Tortue                       | Förvärvade den franska leverantör av fiskelinjer. |
| 2005 | Tatlow och Pledger Pty Ltd   | Förvärvade den distributör av fiskeredskap i Sydafrika. |
| 2005 | Peltonen Ski Oy              | Förvärvade den finska skidtillverkare. |
| 2005 | Marttiini Oy                 | Förvärvade den finska knivtillverkare. |
| 2005 | Luhr Jensen                  | Förvärvade verksamheten av den USA-baserade tillverkare av fiskelokaler och tillbehör.                                                                                |
| 2005 | Eurohold                     | Förvärvade det ungerskta distributör av fiskeutrustning. |
| 2005 | Freetime Pty Ltd             | Förvärvade den australiensiska distributör av fiskeutrustning. |
| 2005 | Funfish                      | Förvärvade den schweiziska återförsäljare av fiskeredskapsprodukter.                                                                                                  |
| 2004 | Williamson                   | Förvärvade den betet-märke och verksamhet i Sydafrika. |
| 2004 | Guigo Marine                 | Förvärvade det storviltfiske-företaget i Frankrike. |
| 2002 | Fishco AG                    | Förvärvade den schweiziska fiskeutrustningsdistributör |
| 2001 | Willtech                     | Förvärvade den kinesiska tillverkningsenhet. |
| 2000 | VMC                          | Förvärvade den franska krokfabrik och krokfördelning. |
| 1999 | Storm                        | Förvärvade verksamheten av det amerikanskta betet-varumärke. |
| 1999 | Elbe Normark AS              | Förvärvade den norska fiskeutrustningsdistributör. |